# Pelasgos (Argos)
Pelasgos (altgriechisch Πελασγός Pelasgós) war in der griechischen Mythologie der Sohn des Plaichthon und König von Argos zu der Zeit, da Danaos in Argos ankam. 
Als Poseidon das Land wegen der Bevorzugung Heras mit Wassernot strafte, landete Danaos, verfolgt von Aigyptos und dessen 50 Söhnen, in Argos. Der König von Argos hieß Danaos und dessen 50 Töchter, die Danaiden, in Argos willkommen. Die Danaiden lehrten die Argiver die Kunst der Bewässerung.
Danaos erhob Anspruch auf den Thron von Argos, denn als Nachkomme der Io, war er ebenso ein Inachide wie der König. Das Volk, das die Wahl treffen sollte, kam zu keinem Ergebnis und vertagte die Entscheidung. Am nächsten Morgen fiel ein Wolf in eine Rinderherde ein. Das Leittier stellte sich dem Wolf entgegen und wurde schließlich getötet. Das sah man als Zeichen und entschied sich für Danaos als neuer Herrscher, denn der siegreiche Wolf gehörte nicht zur Herde genauso wie Danaos, der aus der Fremde stammte, zuvor nicht zu den Argivern gehörte.
Üblicherweise wird Gelanor als argivischer König, der seine Würde an Danaos verlor, überliefert. Lediglich bei Aischylos heißt er Pelasgos, wohl um ihn als Vertreter der alten pelasgischen Bevölkerung von Argos zu kennzeichnen.